# Contrescarpe (Bremen)
Die Contrescarpe ist eine historische Straße in Bremen-Mitte. Die Straße führt in Ost-West-Richtung vorbei an den südlich gelegenen Bremer Wallanlagen.
Die Querstraßen wurden u. a. benannt als Hohenpfad nach einem alten Damm zum Ostertor, Meinkenstraße nach dem ursprünglichen Namen Meyenstrate (1344), Kohlhökerstraße nach den Kohl- und Gemüsebauern (verhökern=verkaufen), Fedelhören nach dem Gewässer Widel (1159), Rembertistraße nach dem Erzbischof Rembert (830–888), Richtweg (?), Herdentorsteinweg nach dem Herdentor, Birkenstraße 1859 nach den Birken, Bürgermeister-Smidt-Straße 1945 nach Bürgermeister Johann Smidt, Rosenplatz, Am Wandrahm 1906 nach den früher dort stehenden Wandrahmen der Färber.

## Geschichte
Stadtmauer

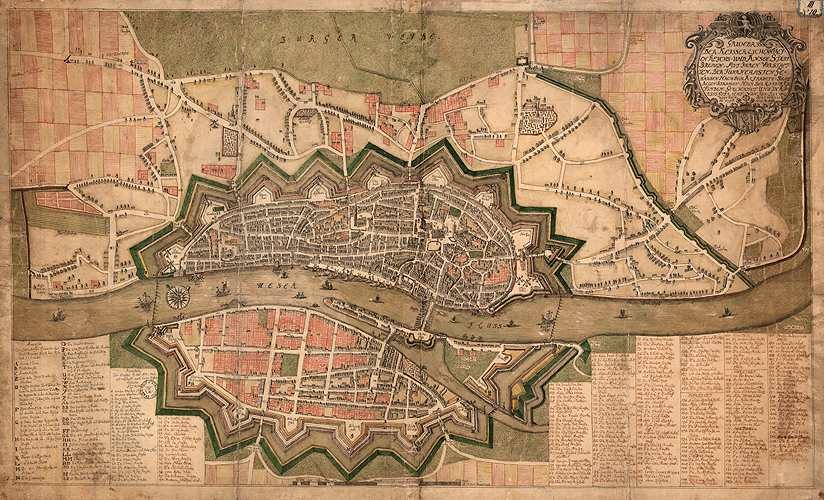
Bremen 1757

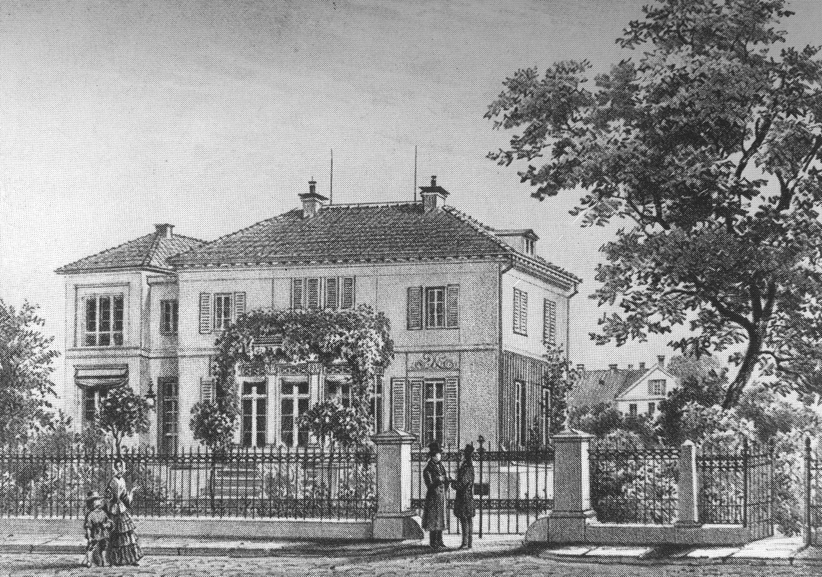
Villa Smidt 1848

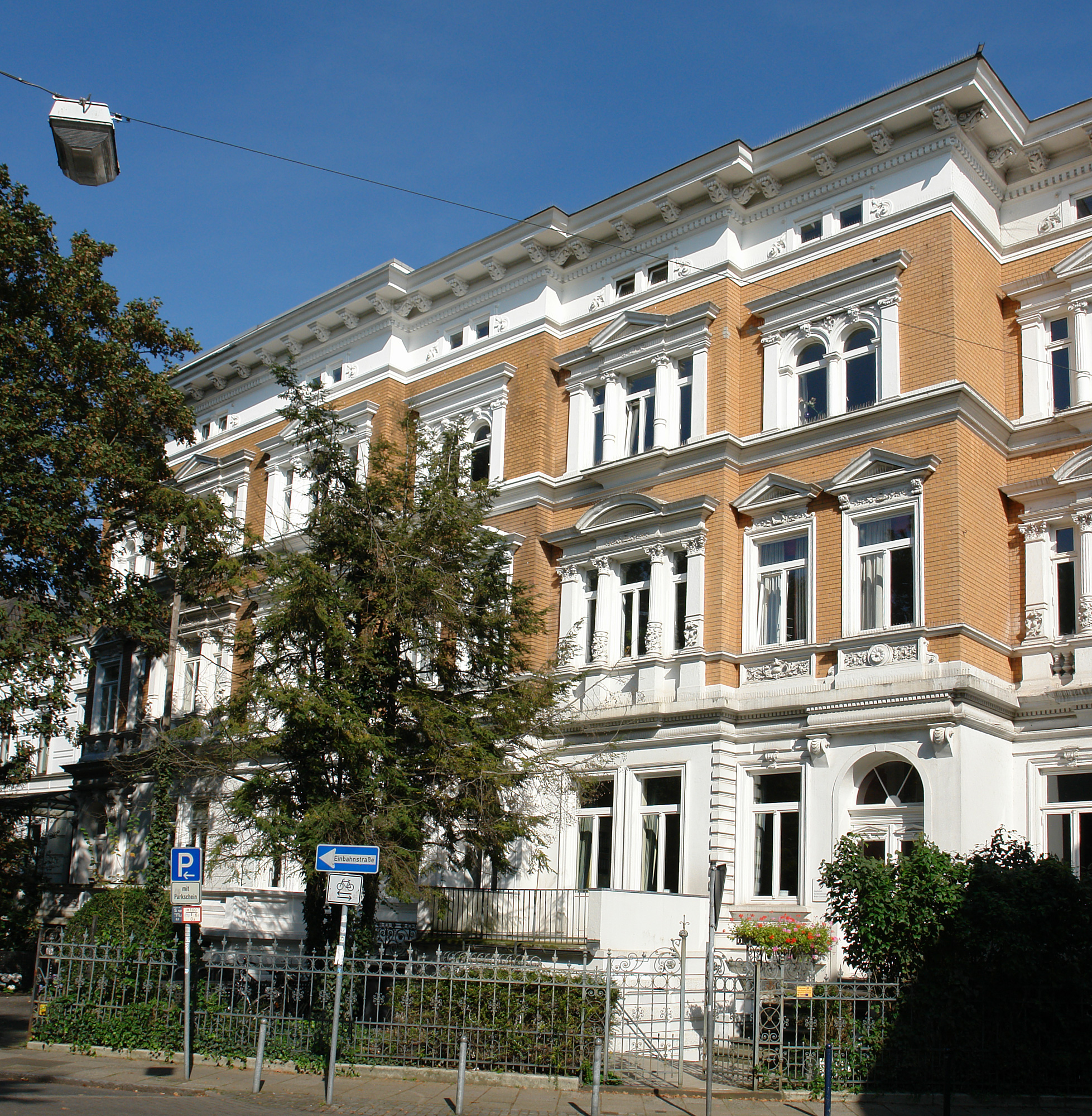
Contrescarpe 8 A–C

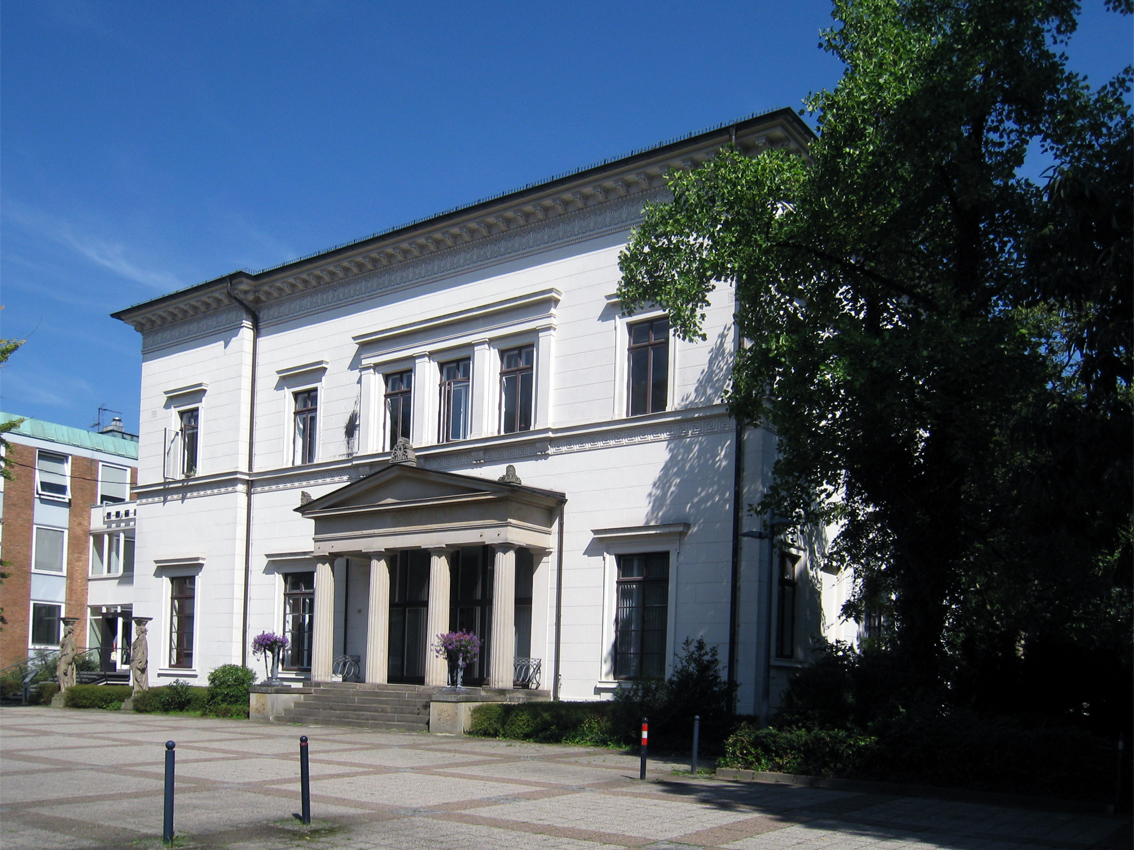
Contrescarpe 22–24, Villa Lürmann

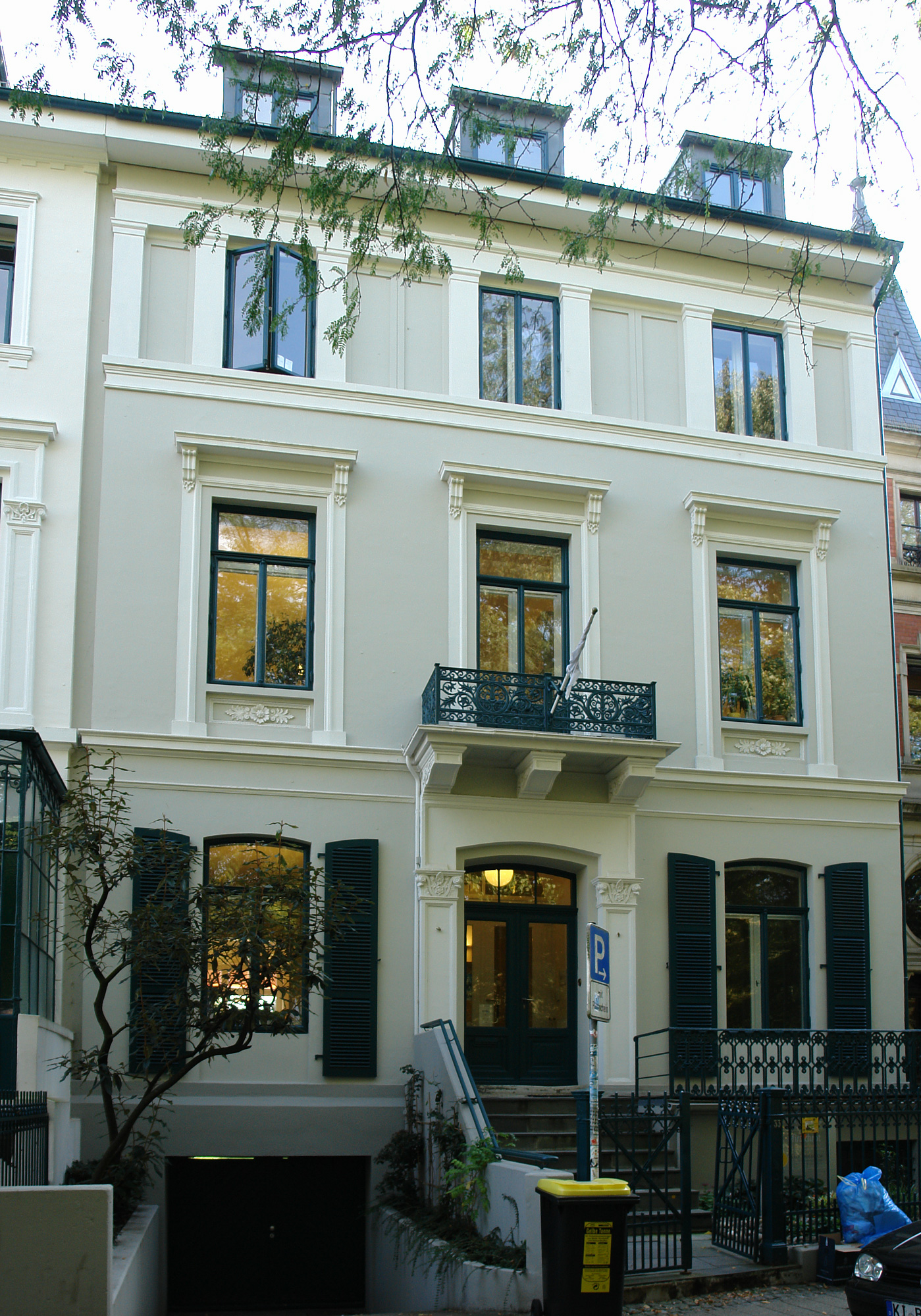
Contrescarpe 33

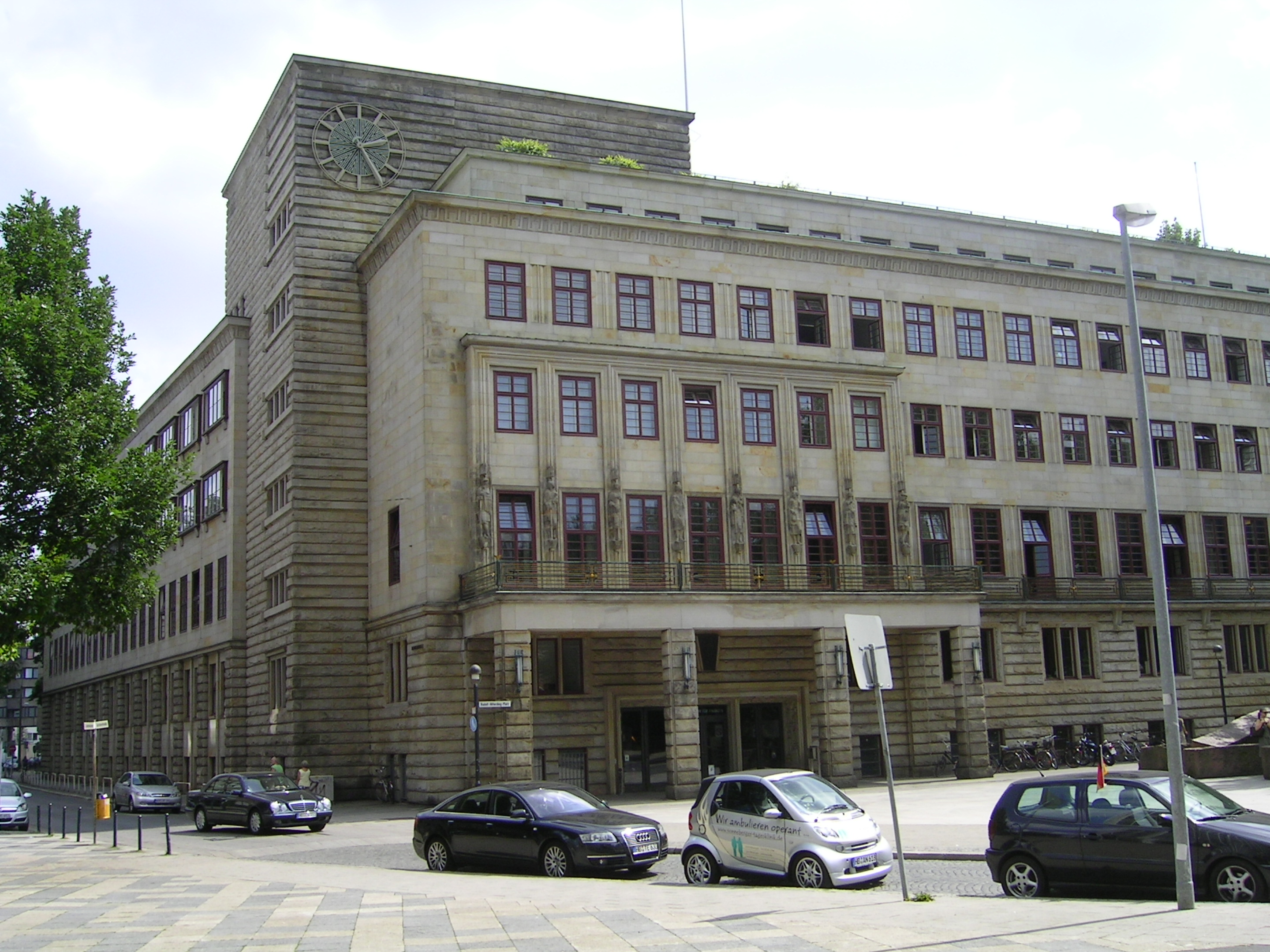
Haus des Reichs

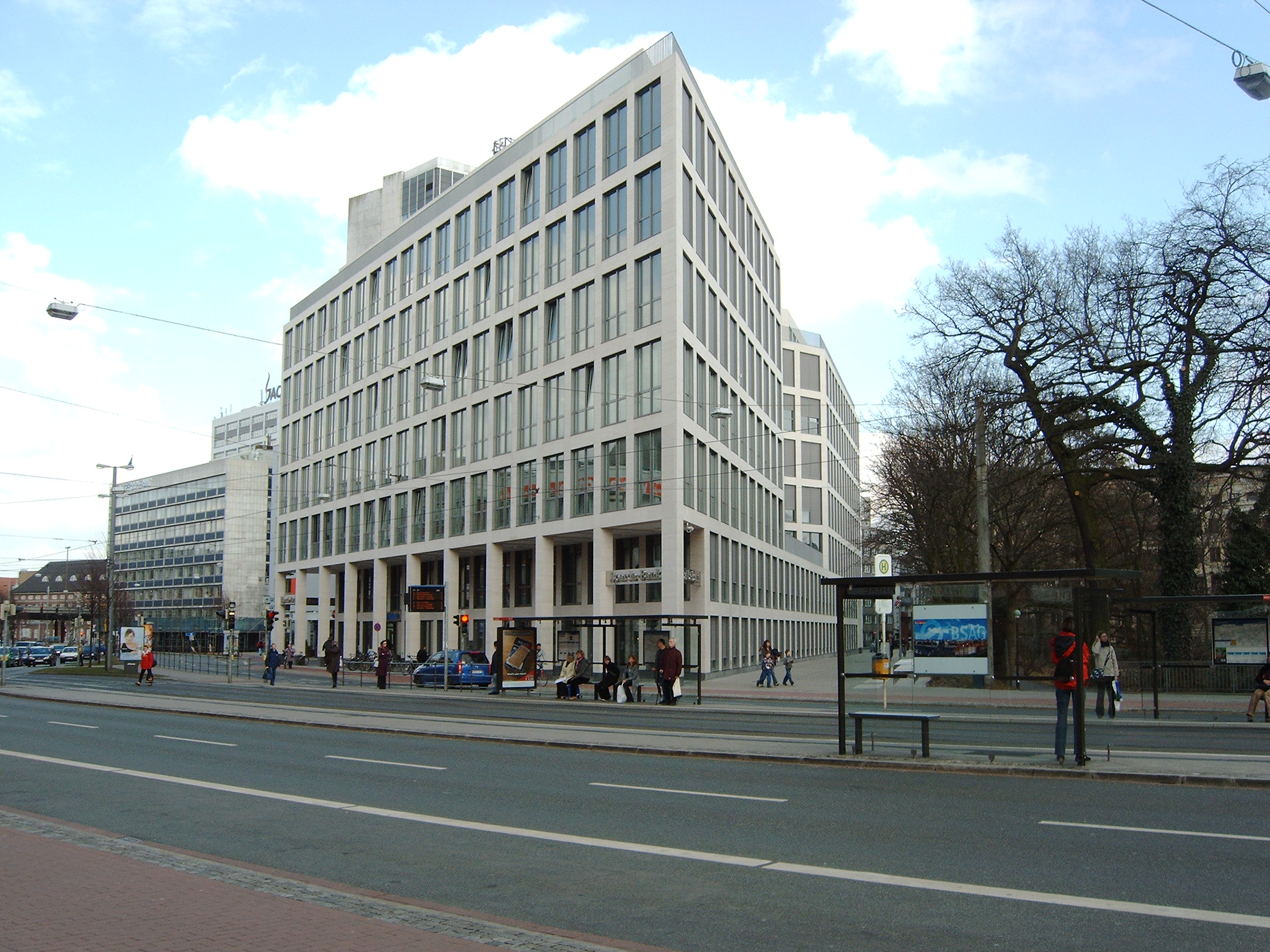
Contrescarpe-Center von Ungers

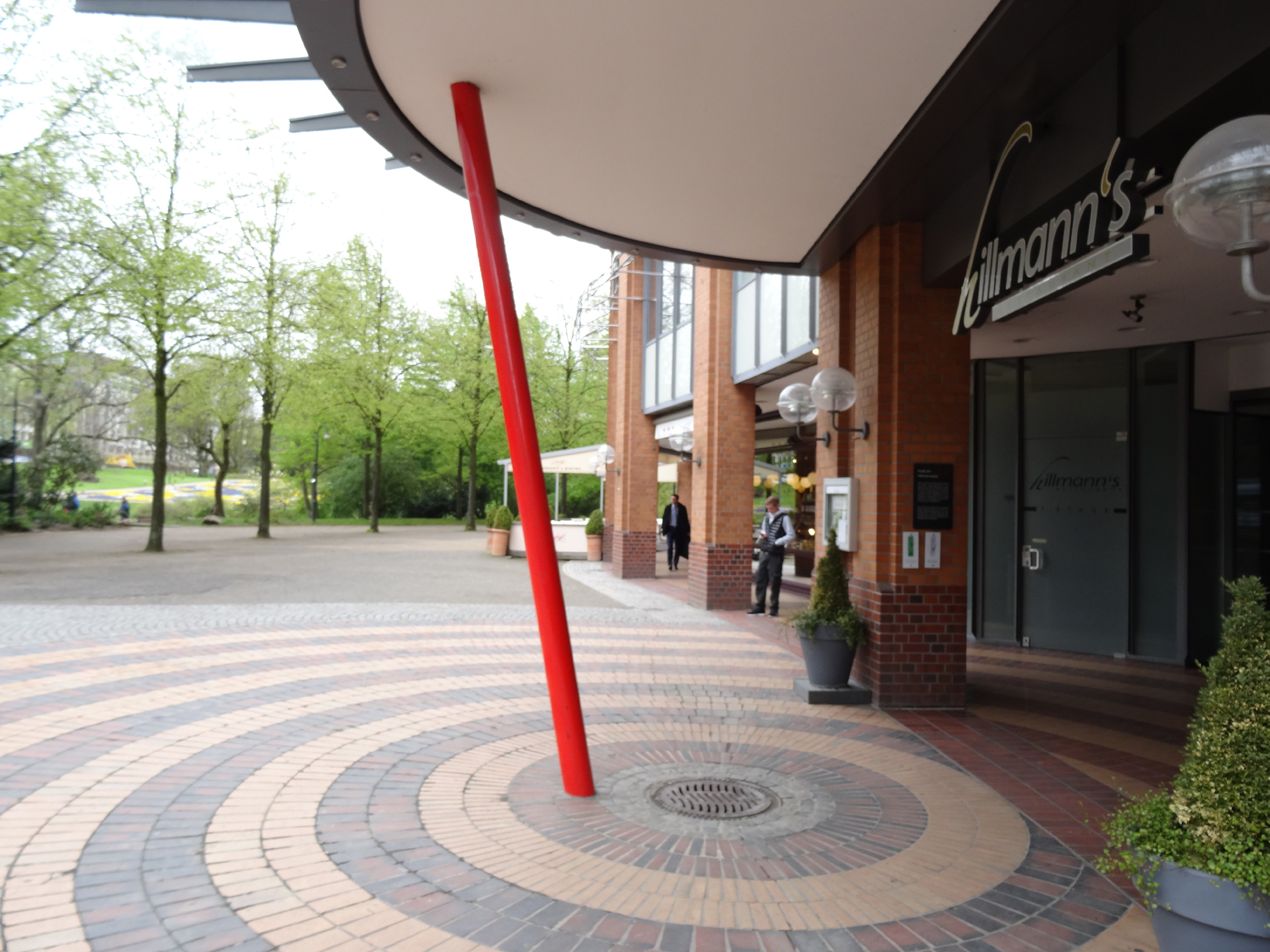
Hotel am Hillmannplatz, Sicht auf den Loriot-Platz, die Contrescarpe und die Wallanlagen

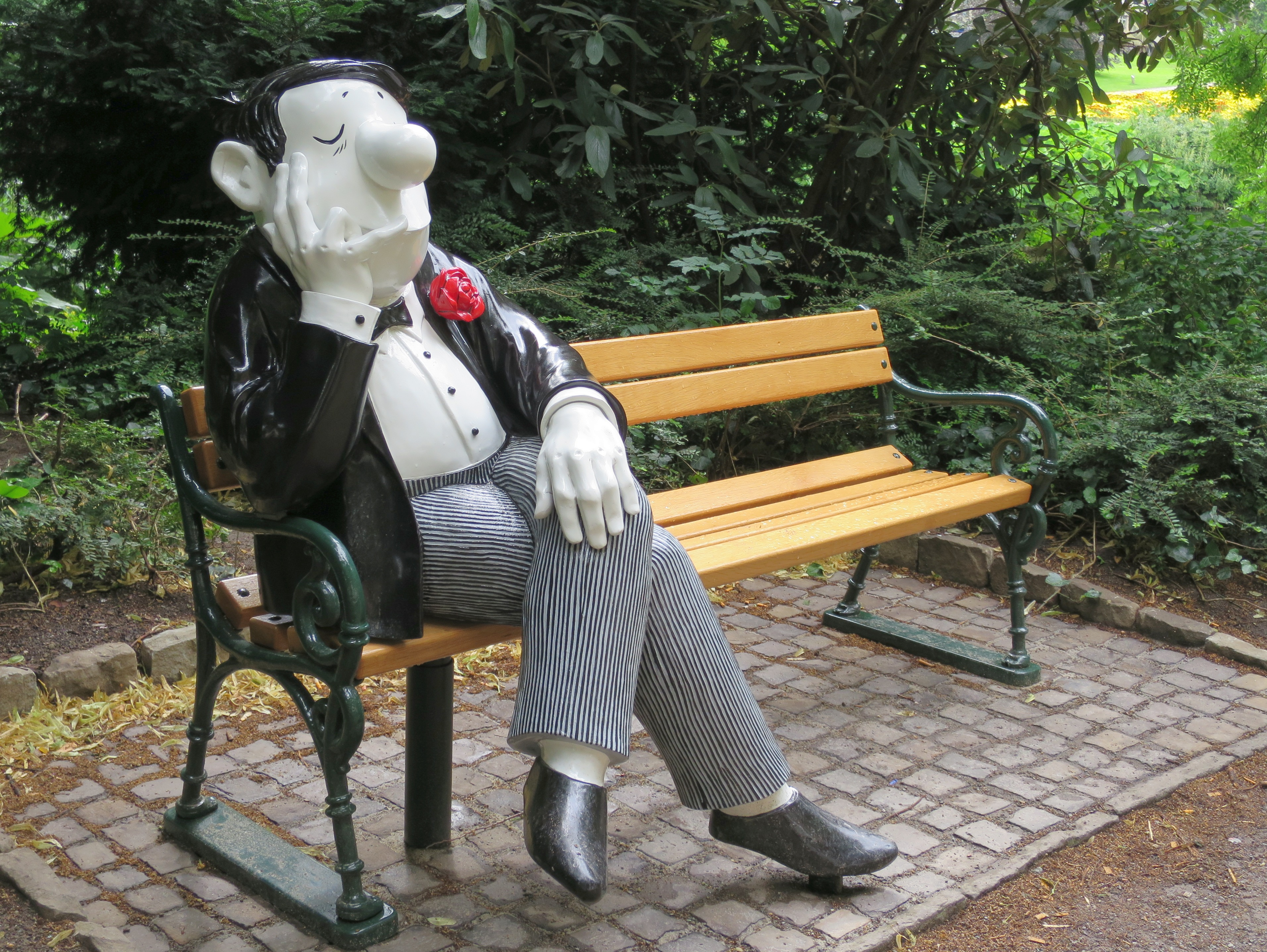
Parkbank mit Sitzfigur nach Loriot am Loriotplatz

Im Mittelalter umschloss landseitig eine Stadtmauer die Bremer Altstadt. Davor lag ein Mauergraben mit einem Contrescarpe, also einer gegenüberliegenden Grabenbegrenzung, begleitet von einem damals geraden Weg. Die Stadtmauer wurde Anfang des 16. Jahrhunderts ausgebaut.
Befestigungsanlage
Stärker werdende Kanonen machten es erforderlich, das Bremer Befestigungssystem vollkommen umzubauen. Dieses geschah rechts der Weser seit 1601 durch die Anlage von Bastionen. Der Wallgraben erhielt seine heute noch erkennbare Zick-Zack-Form.
Wallanlagen
Die Bremer Wallanlagen auf den Befestigungsanlagen entstanden von 1802 bis 1811 nach Plänen von Christian Ludwig Bosse und Isaak Altmann. 1803 erfolgte deshalb der Ausbau der Straße Contrescarpe.
Entwicklung im 19/20. Jahrhundert
Bereits 1803 baute Senator Johann Smidt, später Bremens berühmter Bürgermeister, seinen kriegszerstörten Wohnsitz an der Contrescarpe 25. Bis in die 1840er Jahre entstand die Contrescarpe mit freistehenden Einfamilienhäusern. Ab 1850 entstanden weitere freistehende Häuser oder Doppelhäuser. Im Wandel der Bauepochen wandelte sich der Stil der zumeist verputzten Häuser, die zur Jahrhundertwende auch mit gelben oder roten Klinkern gestaltet wurden.
Bis 1931 wurde von der Nordwolle ihr Unternehmenssitz nach Plänen der Brüder Hermann und Eberhard Gildemeister an der Contrescarpe gebaut. Nach der Insolvenz der Nordwolle übernahm die Reichsfinanzverwaltung des Deutschen Reiches das Gebäude und es erhielt die Bezeichnung Haus des Reichs. Es wird heute von der Bremer Finanzverwaltung genutzt.
Durch die schweren Zerstörungen im Zweiten Weltkrieg blieben im westlichen Teil der Contrescarpe keine älteren Gebäude erhalten.
Nach dem Abriss (1971) der eingeschossigen, provisorischen Hillmannpassage von 1949 entstand nach Plänen von Gerkan, Marg und Partner (Hamburg) bis 1985 das Hotel am Hillmannplatz mit einer Front zum Contrescarpe. Hier befindet sich das Gourmetrestaurant und Bistro Grashoff, in dem oft Viktor von Bülow verweilte, bekannt als Karikaturist, Regisseur und Schauspieler Loriot.
Die KPS Grundstück GmbH, baute 2012 nach Plänen von Oswald Mathias Ungers (Köln) ein siebengeschossiges Büro-, Geschäfts- und Bankhaus an der Contrescarpe, Ecke Herdentorsteinweg.

## Gliederung
Die Contrescarpe gliedert sich von Ost nach West in die Bereiche
- Ostertorsteinweg bis Präsident-Kennedy-Platz: Erschließungsstraße, zwei- bis dreigeschossige Bebauung
- Präsident-Kennedy-Platz bis Rudolf-Hilferding-Platz / Herdentorsteinweg: Parkweg, fünf- bis sechsgeschossige Bebauung
- Herdentorsteinweg / Loriotplatz / Hillmannplatz bis Bürgermeister-Smidt-Straße: Parkweg, fünfgeschossige Bebauung
- Bürgermeister-Smidt-Straße bis Daniel-von-Büren-Straße: Parkweg, vier- bis fünfgeschossige Bebauung, zumeist Wohnhäuser
- Danach schließt sich westlich an die Doventorcontrescarpe mit dem sechsgeschossigen Berufsbildungszentrum Bremen (BBZ) von 1954 nach Plänen von Hans Krajewski.

## Gebäude und Anlagen
Erwähnenswert sind u. a.:
- Bremer Wallanlagen von 1803 bis 1811, denkmalgeschützt[1]
- Contrescarpe/Ecke Ostertorsteinweg: 4-gesch. Geschäftshaus Puls-Eck von 1955 nach Plänen von Martin Zill
- Nr. 8 bis 36/37: Denkmalgeschütztes Wohnhaus-Ensemble Contrescarpe: 2- bis 4-gesch. Wohn- und Bürohäuser von um 1850 bis um 1900 nach u. a. Plänen der Architekten Andreas Weiland, Albert Dunkel, Lüder Rutenberg, Heinrich Müller, Rudolf Alexander Schröder, Johann Averdieck und Eduard Gildemeister.[2]
  - Nr. 8: Hier war von 1948 bis 1951 das Zimmertheater bzw. Theater im Haus von Günther Huster.
  - Nr. 8c: Hier war  1950 bis 1957 das  Hanseatisches Oberlandesgericht Bremen.
  - Nr. 19: Hier wohnte von 1879 bis 1933 die Frau des Zuckerplantagenbesitzers Paul Isenberg und Mäzenin Beta Isenberg. Seit den 1950er Jahren befindet sich hier das Institut français Bremen.
  - Contrescarpe 21 und 22: Eingeschossiger, klassizistischer Ursprungsbau von 1822 für den Kaufmann und Ältermann Theodor Gerhard Lürman nach Plänen von Jacob Ephraim Polzin; zweigeschossiger Umbau von 1866 nach Plänen von Heinrich Müller; erneuter Umbau von 1904 für den Bankier Johann Georg Wolde; häufiger Besitzerwechsel, 1939 die Stadt Bremen, seit 1954 Sitz des Senators für das Innere.
  - Nr. 25: 1803 Landhaus von Bürgermeister Smidt; 1914 bis 1920 Wohnort der Schriftstellerin Bernhardine Schulze-Smidt
  - Contrescarpe 26: Bürgermeister-Smidt-Schule als Grundschule von 1957 nach Plänen von Erik Schott

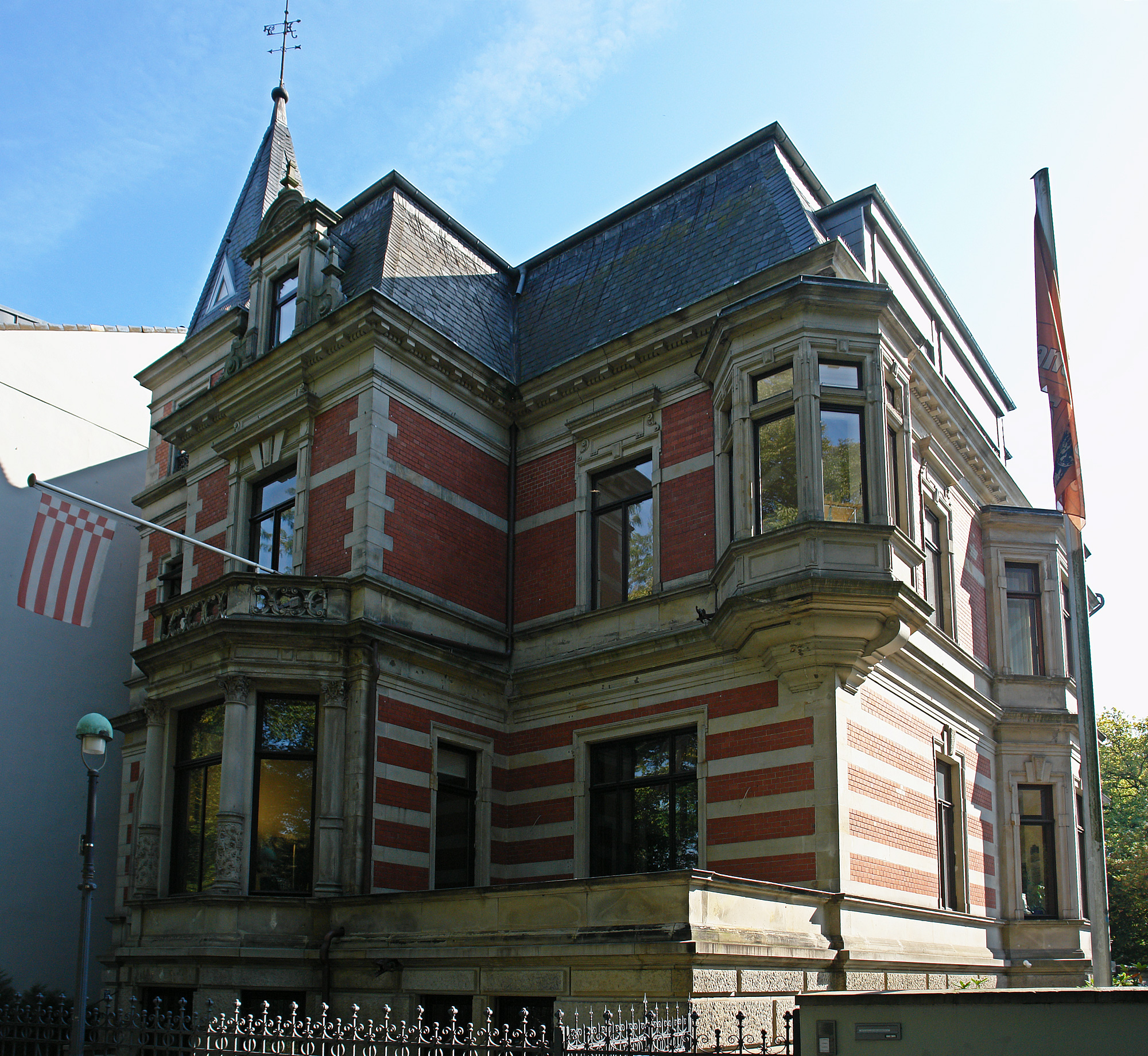
Nr. 32: Villa Johann Smidt

- - Nr. 27: Wohnhaus Contrescarpe 27 von 1852
  - Nr. 32: Villa Johann Smidt von 1891 nach Plänen von Eduard Gildemeister; heute  Firmensitz einer 1993 gegründeten Spedition und seit um 2019 für das Länderzentrum für Niederdeutsch (LzN).
- Rembertistraße 1A Ecke Contrescarpe: 3-gesch. Wohnhaus Rembertistraße 1A von 1846 nach Plänen von Rutenberg[3]
- Contrescarpe/Präsident-Kennedy-Platz: Früheres Amerikanisches Generalkonsulat von 1954 nach Plänen von Skidmore, Owings and Merrill, heute Hauptverwaltungssitz der BLG.
  - Die Skulptur Romari von 1997 vom Bildhauer Robert Schad steht am Präsident-Kennedy-Platz/Contrescarpe.
- Contrescarpe/Rudolf-Hilferding-Platz: Haus des Reichs von 1931 nach Plänen der Gebrüder Gildemeister
- Nr. 70: Hier stand seit um 1880 das kriegszerstörte  Wohnhaus vom  Kaufmann und Mäzen Gustav Deetjen
- Nr. 72: 61 Meter hohes Siemens-Hochhaus (Bremen) von 1965 nach Plänen von  Max Säume und Th. Siegfried A. Morschel; nach 1997 Nutzung von Bremischen Behörden (Bau, Soziales)
- Nr. 74: Hier stand von 1890 bis 1944 das  Wohnhaus Ed. Wätjen nach Plänen von Albert Dunkel und Eduard Gildemeister.
- Nr. 75a/Herdentorsteinweg 1: Contrescarpe-Center der KPS Grundstück GmbH von 2006 u. a. für die Sparda-Bank und Credit Suisse nach Plänen von Ungers
- Nr. 79: Hier stand vor 1875 bis ? die Villa von Konsul Edwin Adalbert Oelrichs nach Plänen von Johann Georg Poppe[4]
- Nr. 80/Loriot-Platz: Swisshotel, früher Hotel am Hillmannplatz von 1985 nach Plänen von Gerkan, Marg und Partner
  - Bronzeskulptur von 2016 im Stil einer typischen Loriot-Zeichnung nach dem Titelbild von Loriots großer Ratgeber (1983) von Roman Strobl; Bemalung von Patrick Przewloka
  - Documenta 2 – Aus dem Museum des Steins, Granitstein (1988) von Ulrich Rückriem
- Nr. 91 und Birkenstraße 38–48: 5/6-gesch. Wohn- und Geschäftshäuser
- Contrescarpe/Birkenstraße 34: Konsul-Hackfeld-Haus von 1955 nach Plänen von Friedrich Schumacher, auch Sitz des CVJM
- Nr. 103 bis 111: 5-gesch. Wohnhäuser
  - Nr. 105–110: Wohnanlage von 1955 nach Plänen von Rolf Störmer und Behérycz
- Contrescarpe/Ecke Bürgermeister-Smidt-Straße 63–69: 12-gesch. Wohnhochhaus
- Nr. 117 bis 123 und Wandrahm 38–38: 5/6-gesch. Wohnhäuser
- Nr. 118: Hier stand von um 1860 bis um 1944 das  Wohnhaus Johannes Eduard Grosse nach Plänen von Heinrich Müller
- Nr. 120: Hier befand sich 1870/73 eine  Schule von Emilie Bendel
- Contrescarpe/Am Wandrahm 40/43: 6-gesch. DKV-Residenz und Rosencafé, davor der Rosenplatz
- Nr. 137: Hier war von nach 1900 bis vor 1944 das Wohnhaus von Lloyddirektor Phillipp Heineken (nicht erhalten).
- Nr. 139 bis 144: 4/5-gesch. Wohnhäuser
- Nr. 147: Ab 1857 bis 1860 Standort des Bremer Lehrerseminars
- Contrescarpe Ecke Daniel-von-Büren-Straße (früher Bürenstraße): Hier stand von 1872 bis 1931 der Nielsenbrunnen